# Mastenbroekerbrug
De Mastenbroekerbrug is een brug in de Overijsselse plaats Zwolle. De brug overspant het Zwarte Water en verbindt de woonwijk Stadshagen met de wijken Aa-landen en Holtenbroek. De brug werd op 19 september 1998 geopend door Tineke Netelenbos, de toenmalige minister van Verkeer en Waterstaat.
De brug bestaat uit aanbruggen van beton, een stalen basculebrug met een doorvaart van circa 18 meter en een betonnen tuibrugdeel met een overspanning van circa 60 meter. Het is een zogenaamde asymmetrische tuibrug. De breedte van de brug bedraagt circa 17 meter en de lengte 197 meter. De hoogte van de betonnen pylonen is circa 50 meter boven het gemiddelde waterpeil. Het ontwerp is van de architect Maarten Struijs. Opdrachtgever was de gemeente Zwolle, de technische realisatie werd verzorgd door een combinatie onder leiding van Grontmij die ook de bouwdirectie voerde. Aannemers waren Dubbers uit Malden en Bergum Staalbouw uit Suameer.